# لئو میشلن
لئو میشلن، (به فنلاندی: Leo Mechelin) (زاده ۲۴ نوامبر ۱۸۳۹ - درگذشته ۲۶ ژانویه ۱۹۱۴) کارآفرین، بازرگان و مدیر ارشد اجرایی فنلاندی بود، که در سال ۱۸۶۵ با مشارکت فردریک ایدستام شرکت نوکیا را تأسیس نمود. وی همچنین بنیانگذار شرکت نوکیان تایرز نیز بود.